# Zhou Guangren

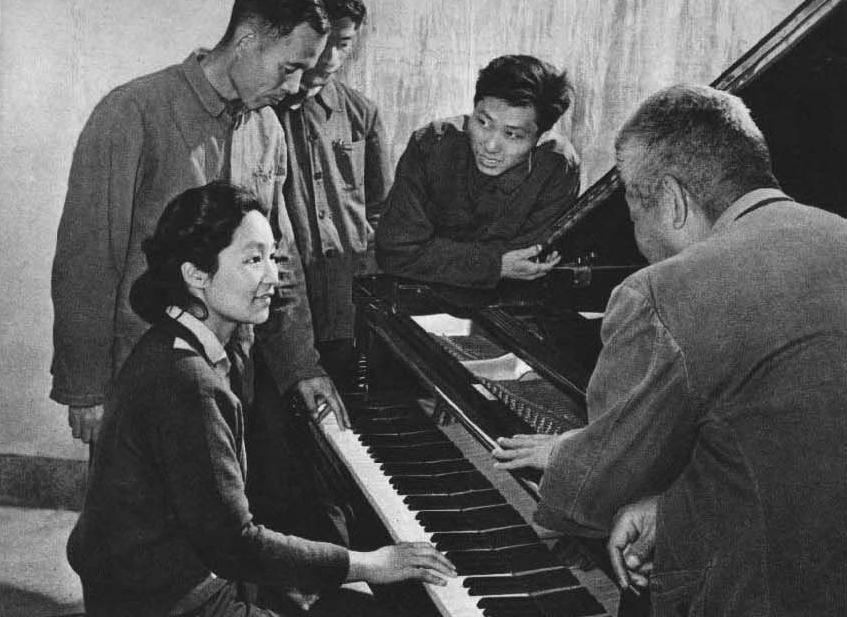
Zhou Guangren (1963)

Zhou Guangren (chinesisch 周广仁, Pinyin Zhōu Guǎngrén; * 17. Dezember 1928 in Hannover, Deutschland; † 7. März 2022 in Peking, Volksrepublik China) war eine chinesische Pianistin.

## Leben
Zhous Vater Zhou Xiaogao (1900–1978) stammte aus Ningbo und studierte in den späten 1920er Jahren an der Fakultät für Maschinenwesen der Technischen Hochschule Hannover. Während dieses Deutschland-Aufenthaltes wurden Zhou Xiaogao und seine Frau Eltern zweier Mädchen, darunter Zhou Guangren. Nachdem Zhou Xiaogao seine Promotion abgeschlossen hatte, kehrte die Familie 1933 nach Shanghai zurück, wo die beiden Mädchen eine deutsche Schule besuchten. Zhou Guangren konnte daher zeitlebens sehr gut deutsch sprechen. Ab 1938 erhielt sie Klavierunterricht. Ihre Lehrer waren u. a. Ding Shan-de und Mario Paci.
In den frühen 1950er Jahren trat Zhou Guangren gemeinsam mit weiteren chinesischen Musikern in der DDR, der Tschechoslowakei und anderen osteuropäischen Staaten auf. Ab 1955 erhielt sie am Zentralen Musikkonservatorium in Tianjin Unterricht durch den sowjetischen Pianisten Aram Tatuljan, einen Professor des Gnessin-Instituts Moskau, der im Rahmen eines sowjetisch-chinesischen Kulturaustausches zwei Jahre lang in China unterrichtete.
Sie war ab 1979 Professorin am Zentralen Musikkonservatorium in Peking und von 1986 bis 1992 Leiterin der dortigen Klavierabteilung. Parallel dazu betrieb sie ab 1983 eine Klavier-Jugendmusikschule. Von Ende der 1970er bis Anfang der 2000er Jahre gab sie vor allem in China, aber auch im Ausland zahlreiche Konzerte. Sie gehörte der Jury zahlreicher Klavierwettbewerbe im Ausland an und gründete 1994 den Internationalen Chinesischen Klavierwettbewerb.